# Tirosin-chinasi B-linfoide
La tirosin-chinasi B-linfoide, nota anche come chinasi B-linfocitica è un enzima della famiglia delle chinasi, codificato nell'essere umano dal gene BLK.

## Interazioni
La tirosin-chinasi B-linfoide è stata osservata interagire con l'enzima UBE3A.